# 將軍區
23°11′57″N 120°09′32″E / 23.199161°N 120.158791°E
將軍區（白話字：Chiong-kun-khu；西拉雅語：Auong），舊稱「漚汪」，前身「將軍鄉」，位於臺灣臺南市西部偏北的沿海地區，北臨北門區，東鄰學甲區、佳里區，西濱臺灣海峽，南接七股區。
本區位於濱海地帶，地多潟湖、灘地，將軍溪自本區與北門區的交界入海，氣候上則屬熱帶季風氣候，產業上以農業及漁業為主。胡蘿蔔為本地特產，有「胡蘿蔔之鄉」的美譽，區徽上的圖騰也以胡蘿蔔為代表。近年來，牛蒡的農產種植也非常興盛。目前台南市政府在此興建「智慧水產加工及物流運籌中心」以及規劃「將軍海水淡化廠」。

## 歷史
將軍區在1920年以前的舊名寫作漢字的「漚汪」（國語注音：ㄡ- ㄨㄤ-／ㄡˋ ㄨㄤ-），此漢字的台語發音源自西拉雅族語，是「溪流」的意思，至今有許多臺南人仍習慣稱呼此舊名，至於「將軍」之名則相傳與施琅有關。1683年，施琅率領清兵攻克明鄭，清廷以施琅靖臺有功，以跑馬三日為其業地，西起馬沙溝，東至烏山頭，不料馬跑至今將軍庄一帶便斷腳蹄，因而在此地建「將軍府」為施琅將軍與吳英將軍共用，所經之田園成為「施侯租」，之後施琅率其族人以及吳王兩姓親戚入墾，因而形成「將軍庄」。「當地人亦常簡稱為「將庄」。
1920年臺灣地方改制，於此地設「將軍」，劃歸臺南州北門郡管轄，戰後改設臺南縣將軍鄉，2010年12月25日改稱將軍區。另外，區治設於漚汪，而非將軍（將富里、將貴里）。

## 人口
根據臺南市學甲戶政事務所統計，2024年底將軍區戶數約7.1千戶，人口約1.8萬人，區內人口最多與最少的里分別是忠嘉里與廣山里，2024年底兩里人口分別為2,640人與594人。

## 政治

### 歷任首長

#### 鄉長
| 屆次 | 姓名   | 備註 |
| ---- | ------ | ---- |
| 1    | 黃清舞 |      |
| 2    | 黃清舞 |      |
| 3    | 黃清舞 |      |
| 4    | 吳三薦 |      |
| 5    | 吳顯堂 |      |
| 6    | 吳顯堂 |      |
| 7    | 陳肇雲 |      |
| 8    | 陳肇雲 |      |
| 9    | 謝國漳 |      |
| 10   | 謝國漳 |      |
| 11   | 陳界石 |      |
| 12   | 黃富勝 |      |
| 12   | 陳界石 | 補選 |
| 13   | 林勝斌 |      |
| 14   | 陳進財 |      |
| 15   | 陳進財 |      |

#### 區長
| 任次 | 姓名   | 備註 |
| ---- | ------ | ---- |
| 1    | 陳益敦 |      |
| 2    | 洪聰發 |      |
| 3    | 許博森 |      |

### 區政組織
將軍區公所是臺南市政府在將軍區的派出機關，在中華民國政府架構中為市政府綜理區政的執行機關，上級業務監督機關為臺南市政府。区长由市長任命，其任期為無任期保障。在區長及主任秘書之下，設有4課3室等7個內部單位。

### 行政區
| 起訖年份   | 行政區               |
| 1897～1898 | 嘉義縣蕭壟辦務署     |
| 1898～1901 | 臺南縣蔴荳辦務署     |
| 1901～1909 | 鹽水港廳蕭壟支廳     |
| 1909～1920 | 臺南廳蕭壟支廳漚汪區 |
| 1920～1945 | 臺南州北門郡將軍     |
| 1945～1950 | 臺南縣北門區將軍鄉   |
| 1950～2010 | 臺南縣將軍鄉         |
| 2010至今   | 臺南市將軍區         |

現今將軍區行政範圍的確立，來自於1920年，日本將臺灣十二廳改為五州二廳，設將軍庄屬臺南州北門郡。將軍庄轄山子腳、口寮、漚汪、苓子寮、巷口、將軍、角帶圍等7個大字。1946年，改為「將軍鄉」，屬臺南縣北門區。1950年，裁撤區署，將軍鄉改直隸於臺南縣。2010年12月25日，臺南縣市合併改制為直轄市，將軍鄉改制為市轄區「將軍區」，隸屬臺南市。
| 將軍區行政區劃 |          |      |        |      |        |
|                |          |      |        |      |        |
| 編號           | 里名     | 編號 | 里名   | 編號 | 里名   |
| 1              | 鯤鯓里   | 2    | 鯤溟里 | 3    | 將軍里 |
| 4              | 西甲里   | 5    | 長榮里 | 6    | 忠嘉里 |
| 7              | 苓仔寮里 | 8    | 巷埔里 | 9    | 玉山里 |
| 10             | 廣山里   | 11   | 長沙里 | 12   | 平沙里 |

將軍區的村落大致上分布零散，但主要集中於東半部較內陸之地區。最大的聚落為東南部的「漚汪」，是區治所在地（不在同名之「將軍」聚落）；「將軍」則位於本區中部地帶。本區地名村落之特色是可分為三個部分：四埔、四甲、四寮。「四埔」即將軍、北埔、山仔腳、馬沙溝的「四埔吳」；「四甲」為中甲、東甲、西甲、北甲的「漚汪四甲」；四寮則指頂寮、忠寮（中寮）、下寮和崁頭寮的「苓仔寮四寮」。
戰後依日治時代的保甲而設有24個村；1978年改行大村制：西湖村併入西和村，北嘉村與昌平村併為嘉昌村，忠寮村併入苓和村，苓保村、源頭村則併成保源村，仁巷村與和巷村合併為仁和村，將榮村分割南北各自併入將貴村及將富村，為縣市合併升格前最大的村里調整，此後為18村，2010年底將軍鄉改制為將軍區、轄下村改里。
2018年4月30日因里鄰調整，將西華里、西和里合併成「西甲里」，忠興里、嘉昌里合併成「忠嘉里」，保源里、苓和里合併成「苓仔寮里」，仁和里、北埔里合併成「巷埔里」，將富里、將貴里、三吉里合併成「將軍里」。

## 活動
- 台南夏日音樂節－將軍吼

## 教育

### 國民中學
- 臺南市立將軍國民中學

### 國民小學
- 臺南市將軍區將軍國民小學
- 臺南市將軍區長平國民小學【馬沙溝】
- 臺南市將軍區鯤鯓國民小學【青鯤鯓】
- 臺南市將軍區苓和國民小學
- 臺南市將軍區漚汪國民小學

## 交通

### 海運
- 詠傑海運：澎湖東吉漁港↔台南將軍漁港

昔日馬沙溝有「海燕一號」往返澎湖，今已停航。

### 公路
- 台17線
- 台61線（西濱快速公路）
  - 292 將軍將軍交流道
- 市道173甲線：北門區蘆竹溝 - 將軍區 - 七股區

### 客運
- 大台南公車[12]

| 編號       | 營運單位   | 路線                             | 備註 |
| ---------- | ---------- | -------------------------------- | --- |
| 61         | 新營客運   | 新營－臺灣鹽博物館               | - 台灣好行西濱快線。 - 經鹽水、高跟鞋教堂、水晶教堂、七股鹽山。 - 新營站10:20發車，於臺灣鹽博物館16:40折返。 |
| 61區間車   | 新營客運   | 南鯤鯓代天府－臺灣鹽博物館       | - 台灣好行西濱快線。 - 經水晶教堂、七股鹽山。                                                                |
| 藍1        | 興南客運   | 佳里－苓子寮－西埔內－南鯤鯓     | |
| 藍10       | 興南客運   | 佳里－馬沙溝－將軍漁港           | - 部分班次繞駛中社。                                                                                         |
| 藍10區間車 | 興南客運   | 佳里－馬沙溝                     | |
| 藍11       | 興南客運   | 佳里－城子內－青鯤鯓             | |
| 藍13       | 興南客運   | 佳里－城子內－西寮               | |
| 藍14       | 台一大車隊 | 學甲區公所－角帶圍－奇美佳里分院 | - 全線使用小黃公車營運。                                                                                     |
| 藍15       | 台一大車隊 | 漚汪－角帶圍－後港－佳里         | - 全線使用小黃公車營運。                                                                                     |
| 藍20       | 興南客運   | 佳里－台區－青鯤鯓－馬沙溝遊憩區 | |

- 國道客運

| 編號 | 路線       | 營運單位 | 備註                           |
| ---- | ---------- | -------- | ------------------------------ |
| 1628 | 臺北－漚汪 | 統聯客運 | - 部分班次延駛苓子寮、學甲站。 |
|      |            | 和欣客運 | - 駁車接駁乘客至麻豆站搭車。   |

### 公共自行車
至2024年12月27日止，YouBike2.0於將軍區共設2站，分別為：
- 扇鹽地景園區
- 青鯤鯓濱海管理站

## 旅遊
- 馬沙溝濱海遊憩區：馬沙溝位於將軍區西北海邊，是昔日南瀛八景“綠汕帆影”所在；區公所在此設置遊憩區，設置海水浴場及烤肉區。
- 將軍胡蘿蔔節：全國產量第一
- 將軍漁港
- 將軍木棉花道
- 將軍溪紅樹林區
- 青鯤鯓扇形鹽田
- 林崑岡紀念館
- 方圓美術館
- 鹽分地帶文化館－香雨書院
- 漚汪夜市（週五）
- 穀米田

## 宗教場所

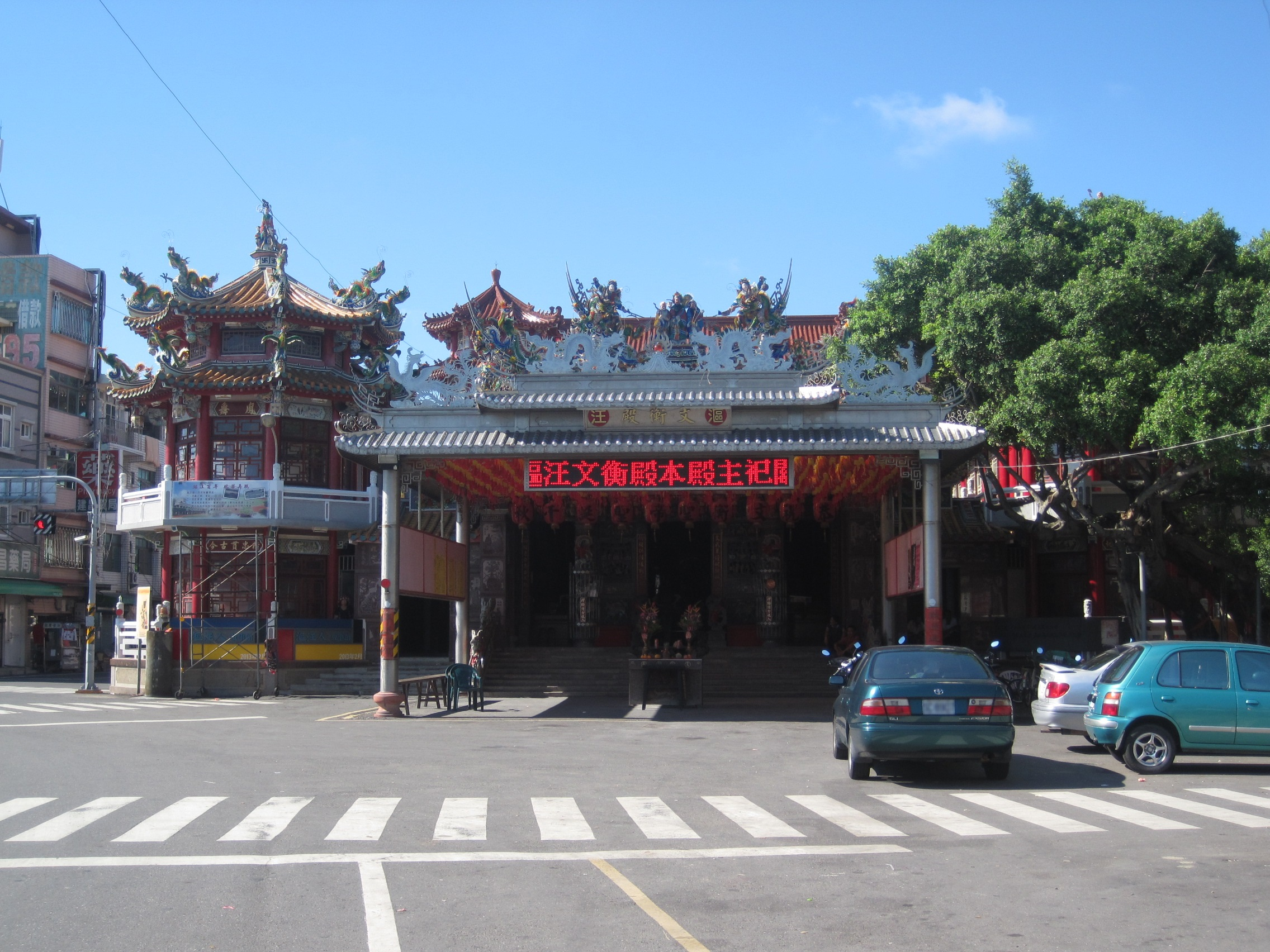
漚汪文衡殿

- 將軍金興宮
- 漚汪文衡殿
- 北埔福安宮
- 馬沙溝李聖宮
- 青鯤鯓朝天宮
- 苓仔寮保濟宮

## 特產
- 將軍三寶：胡蘿蔔、牛蒡、烏魚子[13]
- 虱目魚
- 酸菜
- 蘆筍
- 玉米
- 棉花

## 外部連結
- 將軍區公所 （页面存档备份，存于）